# Warren Haynes
Warren Haynes, född 6 april 1960 i Asheville, North Carolina, är en amerikansk gitarrist och sångare. Warren har spelat i band som Allman Brothers Band, Gov't Mule och The Grateful Dead och har även haft eget soloprojekt. Han har varit aktiv sedan 1982. Warren Haynes startade 1996 skivbolaget Evil Teen Records tillsammans Stefani Scamardo.

## Diskografi
Soloinspelningar och Warren Haynes Band
- 1993 – Tales of Ordinary Madness
- 2003 –The Lone EP (live)
- 2004 – Live at Bonnaroo
- 2011 – Man in Motion
- 2011 – "Do You Feel Like We Do" (bonusspår på 35-årsjubileumsutgåvan av Peter Framptons Frampton Comes Alive!)
- 2012 – Live at the Moody Theater
- 2015 – Ashes & Dust (med Railroad Earth)

Album med The Allman Brothers Band
- 1990 – Seven Turns
- 1991 – Shades of Two Worlds
- 1992 – An Evening with the Allman Brothers Band: First Set (livealbum)
- 1994 – Where It All Begins
- 1995 – An Evening with the Allman Brothers Band: 2nd Set (livealbum)
- 2003 – Hittin' the Note
- 2004 – One Way Out (livealbum)
- 2014 – Play All Night: Live at the Beacon Theatre 1992 (livealbum)

Album med Gov't Mule
- 1995 – Gov't Mule
- 1996 – Live at Roseland Ballroom (livealbum)
- 1998 – Dose
- 1999 – Live... With a Little Help from Our Friends (livealbum)
- 2000 – Life Before Insanity
- 2000 – Wintertime Blues: The Benefit Concert (livealbum)
- 2001 – The Deep End, Volume 1
- 2002 – The Deep End, Volume 2
- 2003 – The Deepest End, Live in Concert (livealbum)
- 2004 – Deja Voodoo
- 2006 – High & Mighty
- 2007 – Mighty High
- 2007 – Holy Haunted House (livealbum)
- 2009 – By a Thread
- 2010 – Mulennium (livealbum)
- 2013 – Shout!
- 2014 – Dark Side of the Mule (livealbum)
- 2015 – Sco-Mule (livealbum)
- 2015 – Stoned Side of the Mule Vol.1 & 2 (livealbum)
- 2015 – Dub Side of the Mule (livealbum)
- 2016 – The Tel-Star Sessions
- 2017 – Revolution Come...Revolution Go

Album med Dave Matthews Band
- 2003 – The Central Park Concert (livealbum)
- 2007 – Live at Piedmont Park (livealbum)
- 2008 – Live Trax Vol. 20 (livealbum)